# Bonus Eventus portik
Bonus Eventus portik var en portik på centrala Marsfältet i antikens Rom. Förmodligen uppfördes den runt Bonus Eventus tempel av Roms stadsprefekt Claudius Hermogenianus Caesarius år 374 f.Kr. Portiken var invigd åt Bonus Eventus, guden för god framgång.
Portiken var belägen i närheten av dagens Santa Maria in Monterone.